# Morgestraich

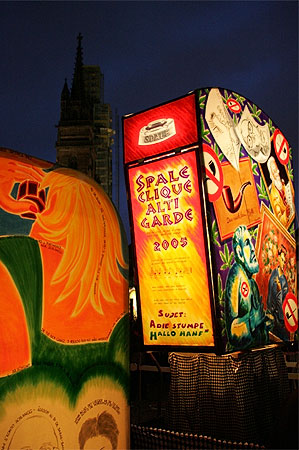
Laternen auf dem Münsterplatz

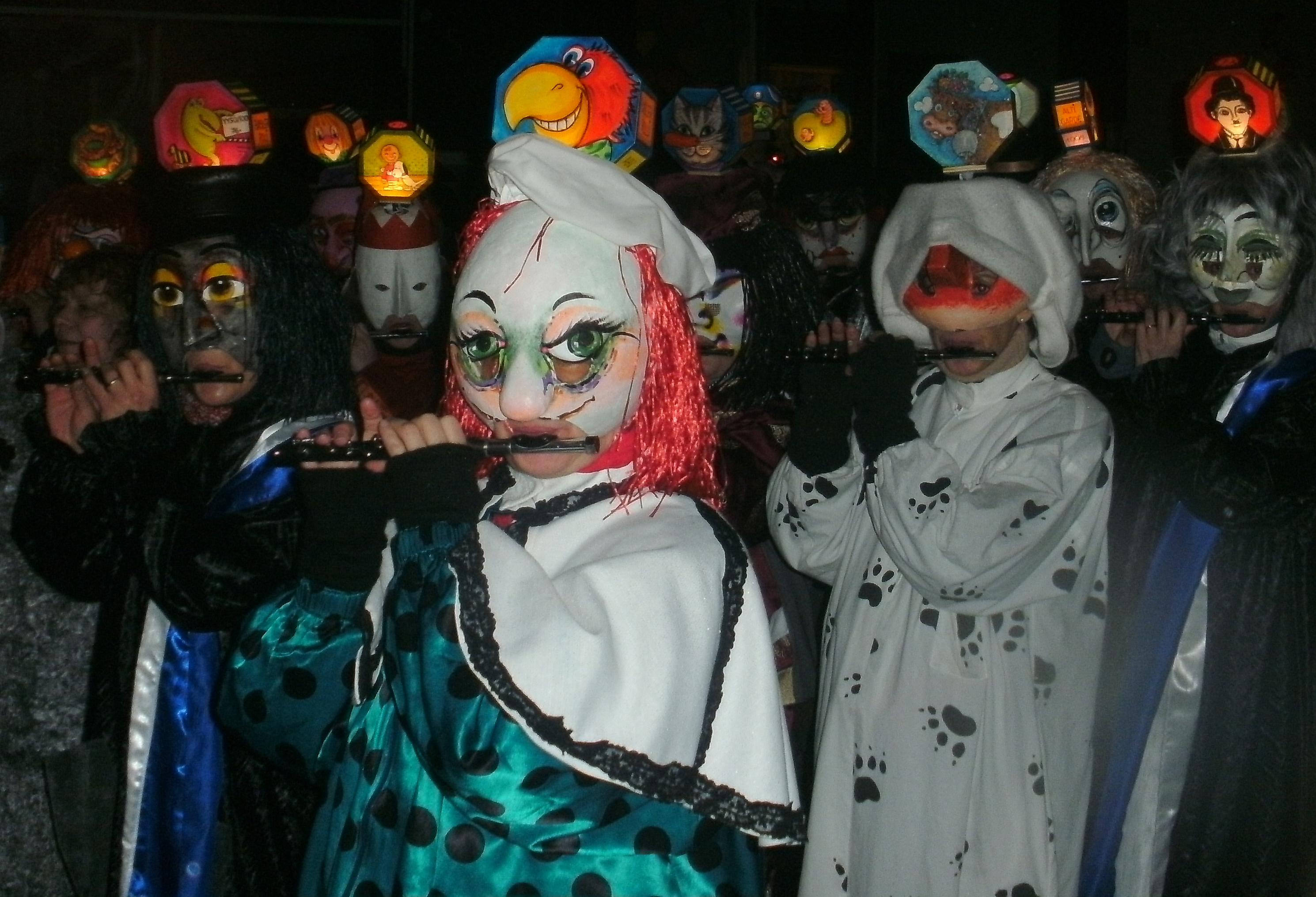
Piccoloflötenspieler mit Kopflaternen

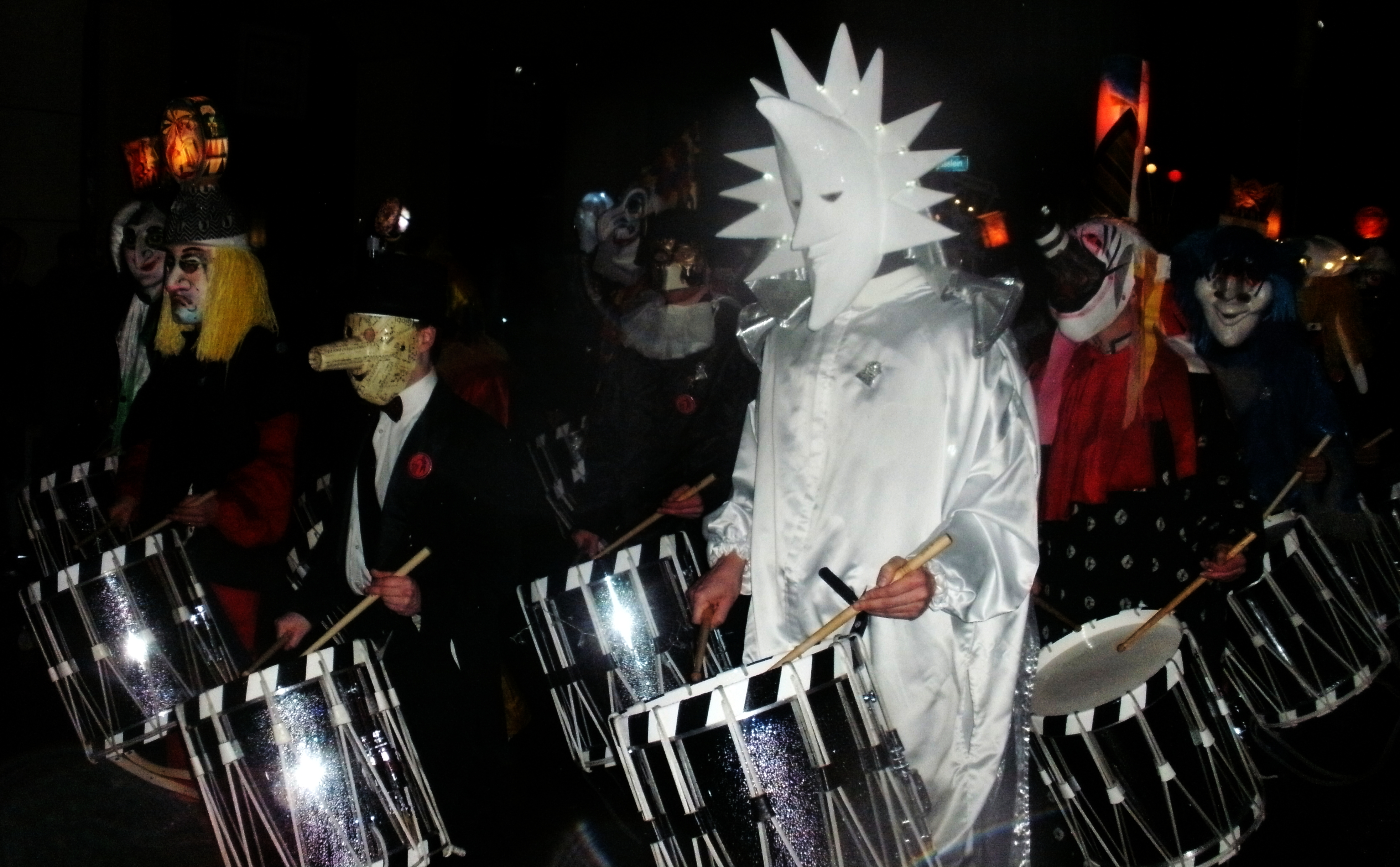
Trommlergruppe

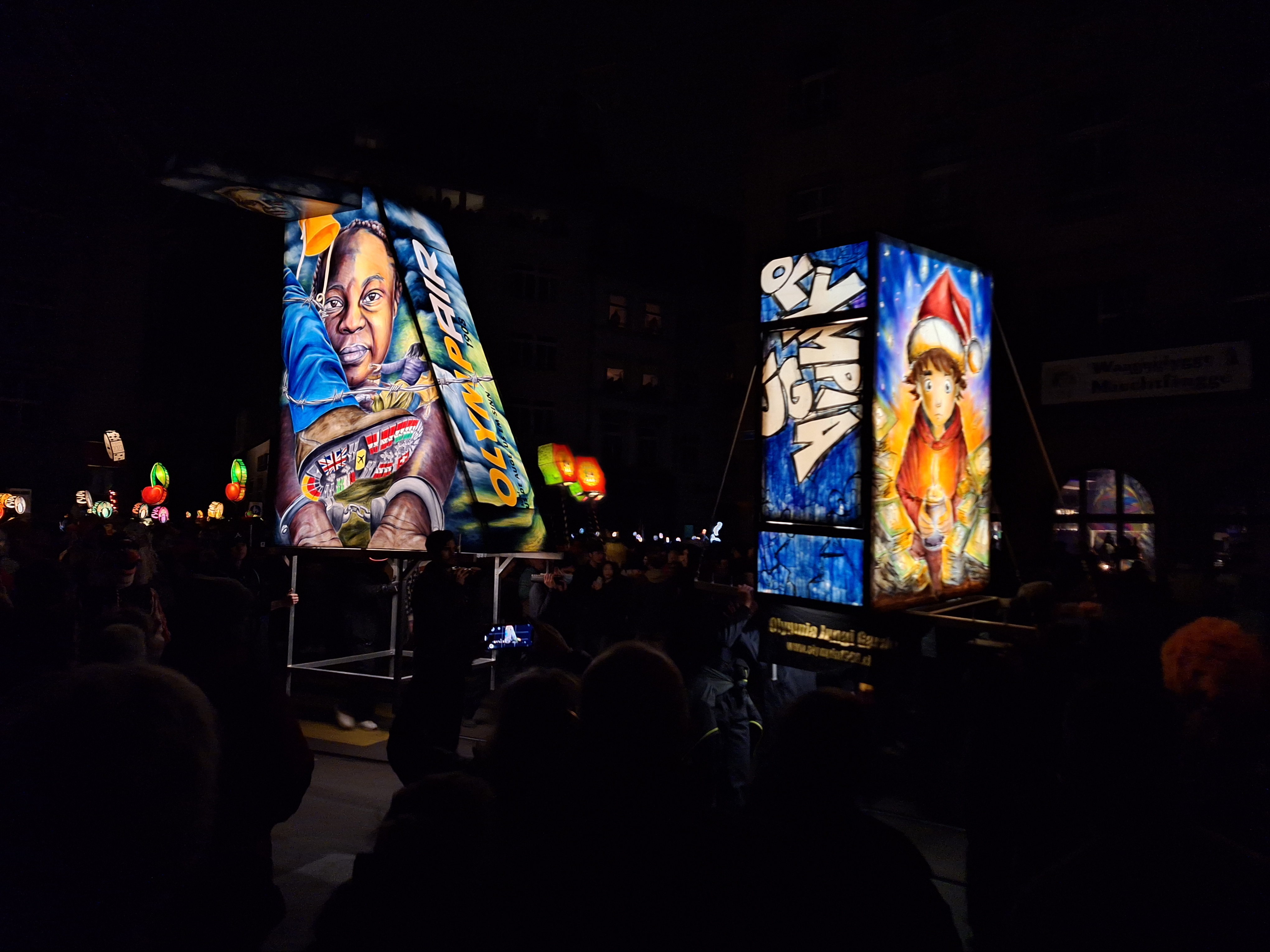
Basler Fasnacht Morgestraich 2025

Der Morgestraich ([ˈmɔːʀgəˌʃtʀɐɪ̯χ]; Morgenstreich) um Schlag 4.00 Uhr morgens am Montag nach Aschermittwoch ist der Auftakt der Basler Fasnacht. Zu diesem Zeitpunkt wird die Innenstadt vollständig verdunkelt, die Basler Stadtwerke löschen dort die Strassenbeleuchtung. Das einzige Licht kommt dann noch von den Laternen der Fasnachtscliquen, auf denen sie ihre Sujets (französisch für Themen) präsentieren. Vor den Cliquen wird eine grosse Zuglaterne getragen bzw. auf einem Wagen gefahren. Zudem trägt jeder Aktive eine Kopflaterne, die der Zuglaterne nachempfunden ist. Diese dient zugleich als Erkennungsmerkmal für Zugehörigkeit zur Clique, da die Fasnächtler am Morgestraich traditionell keine einheitlichen Kostüme tragen. Diese offene Kleiderordnung wird Charivari genannt.
Auf das Kommando «Morgestraich: Vorwärts, marsch!» ihres Tambourmajors setzen sich die Fasnachtscliquen in Marsch und beginnen mit ihren Trommeln und Piccoloflöten das grösste Pfeifkonzert der Welt. Der erste Marsch, der von allen Cliquen gespielt wird, trägt dabei den bezeichnenden Namen «Morgenstreich»; sein Ende findet das Spektakel nach exakt 72 Stunden wiederum mit dem Ändstraich ([ˈændˌʃtʀɐɪ̯χ]; Endstreich).
Zum Morgestraich haben auch viele Kneipen und Wirtschaften geöffnet und werden voraussichtlich für die nächsten 72 Stunden nicht mehr schliessen. Dort geniessen die Zuschauer die traditionellen Fasnachtsspeisen wie Mehlsuppe, Zwiebel- und Käsewähe.
Aufgrund einer falsch gestellten Uhr bei den Basler Stadtwerken wurde die Strassenbeleuchtung 2002 bereits um 3.59 Uhr gelöscht, die Fasnächtler feierten dennoch die letzte Minute bis Donnerstag Schlag 4.00 Uhr.
Da es in den vergangenen Jahren immer wieder Geschäfte gab, die sich der Basler Tradition widersetzten und zum Morgestraich die Lichter ihrer Schaufenster nicht löschten, wurde 2003 eine «schnelle Eingreiftruppe» gebildet, die mit schweren Decken und Bretterverschlägen für Verdunklung sorgen sollte.
Zum Morgestraich 2003 kamen mehr als 100'000 Zuschauer und Aktive aus Basel und den anliegenden Ländern.

## Geschichte
Bereits 1804 wurde die Fasnacht mit einem lauten Trommelkonzert eröffnet. Dazu wurde eine Ausnahmegenehmigung erteilt, da Trommeln in der Stadt vor 6.00 Uhr morgens verboten war. Es war jedoch ein einmaliges Ereignis.
Die heutige Morgestraich-Tradition begann erst 1833 mit dem ungesetzlichen Morgestraich von Samuel Bell. Während der 1830er-Jahre unterlag die Fasnacht zahlreichen Beschränkungen, insbesondere war die Strassenfasnacht verboten. Bell scharte jedoch ungefähr 150 Anhänger um sich, die später als «Bells Spiessgesellen» bekannt wurden. Mit ihnen führte Bell den Morgestraich durch, bei dem die Fasnächtler aus ganz Basel mit Trommeln und Pechfackeln durch die Stadt zogen. Polizei und Obrigkeit waren machtlos und hüteten sich davor, mit Waffengewalt gegen die feiernden Menschen vorzugehen. 1835 fand, mit offizieller Duldung, um 4.00 Uhr morgens ein Morgestraich statt. Diese Uhrzeit hat sich bis heute erhalten. 1845 wurden die Pechfackeln wegen der Brandgefahr verboten. Diese wurden durch die noch heute üblichen Laternen ersetzt. Die Musik für den heutigen Morgestraich komponierte Karl Schell (1864–1936).
2020 wurde der Morgestraich wie alle anderen Grossveranstaltungen der Basler Fasnacht aufgrund der COVID-19-Pandemie abgesagt. Der Morgestraich fand – der rebellischen Tradition folgend – statt. Das Licht wurde durch die Stadt nicht gelöscht, dennoch nahmen die Fasnächtler am Morgestraich teil.